# Alessandro Giannelli
Alessandro Giannelli (Seravezza, 9 agosto 1963) è un ex ciclista su strada italiano, professionista dal 1986 al 1994.

## Carriera
Diventato professionista nel 1986, fu gregario di Claudio Chiappucci, dopo alcuni anni passati in squadre minori. L'unico successo che ottenne da professionista fu quello al Giro del Friuli del 1992; fu inoltre secondo alla Coppa Bernocchi 1991.
Proprio quando la sua carriera sembrava essere ad una svolta decisiva ebbe un importante problema fisico all'anca. Partecipò tre volte al Tour de France, cinque volte al Giro d'Italia e una al campionato del mondo.

## Palmarès
- 1982

Bologna-Raticosa
- 1992

Giro del Friuli

## Piazzamenti

### Grandi Giri
- Giro d'Italia

1986: ritirato (19ª tappa)
1987: 42º
1988: ritirato (17ª tappa)
1991: 27º
1992: 71º
- Tour de France

1990: 69º
1991: 40º
1992: ritirato (14ª tappa)
- Vuelta a España

1989: 67º